# Mangaļsala
Mangaļsala – jeden z mikrorejonów Rygi – stolicy Łotwy – położony w dystrykcie Północnym. Według danych na rok 2021 Mangaļsala zamieszkiwało 1201 osób, a gęstość zaludnienia wyniosła 149,5 os./km².

## Geografia
Całkowita powierzchnia Mangaļsala wynosi 8,03 km², czyli prawie 4 razy więcej niż średnia powierzchnia wszystkich mikroregionów Rygi.

## Galeria

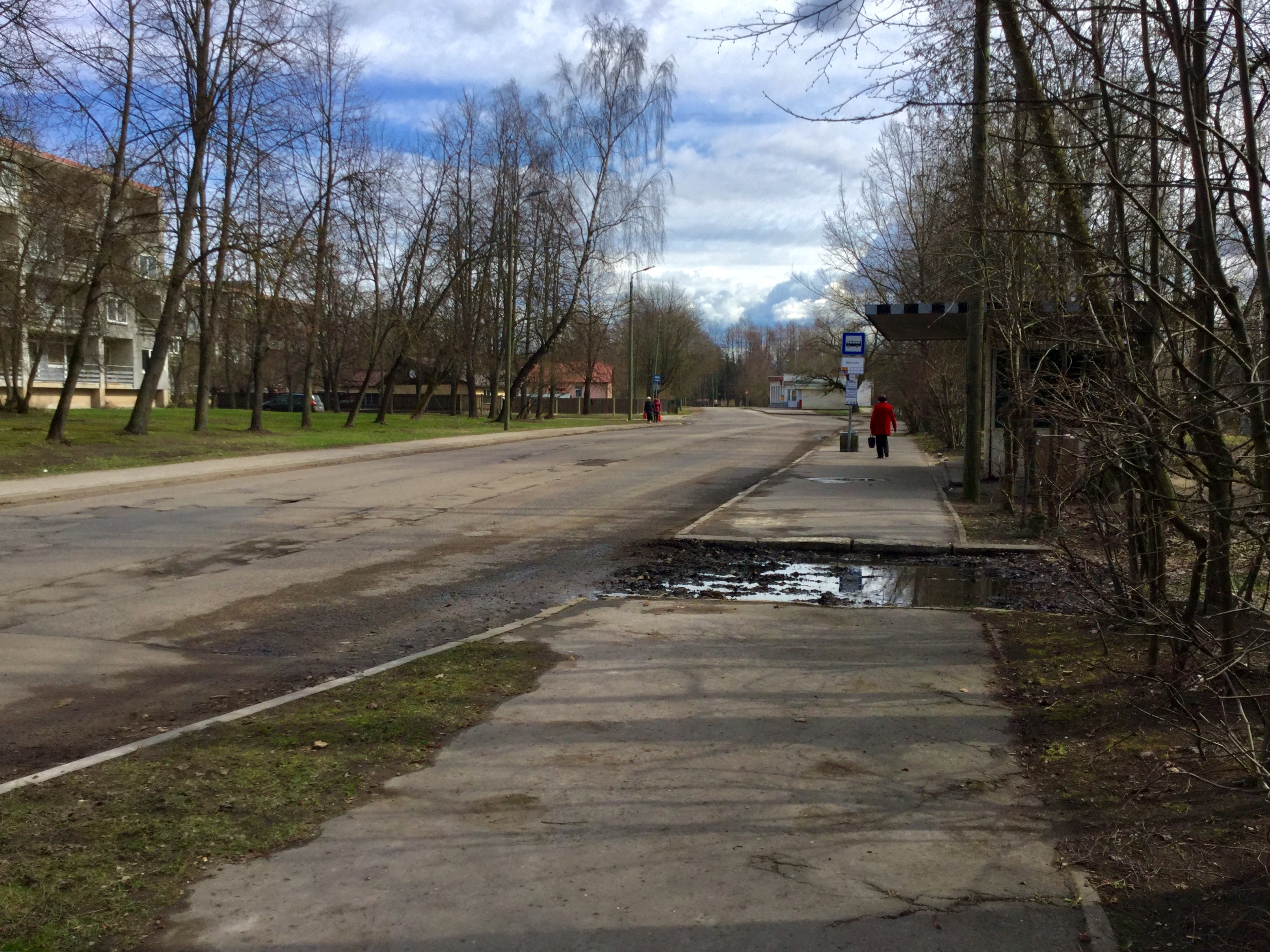
Ulica Albatrosu w Mangaļsala
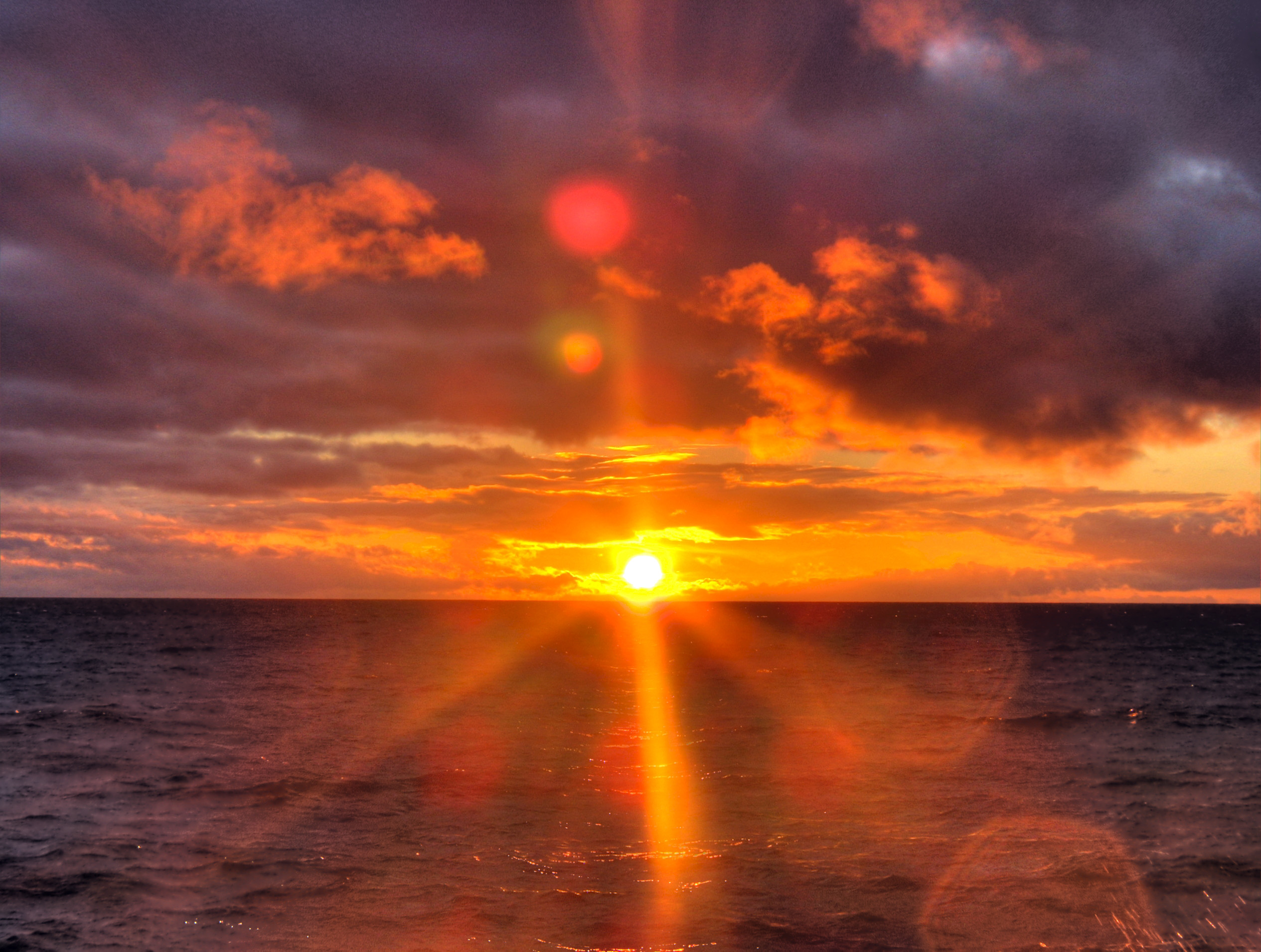
Wschód słońca w Mangaļsala
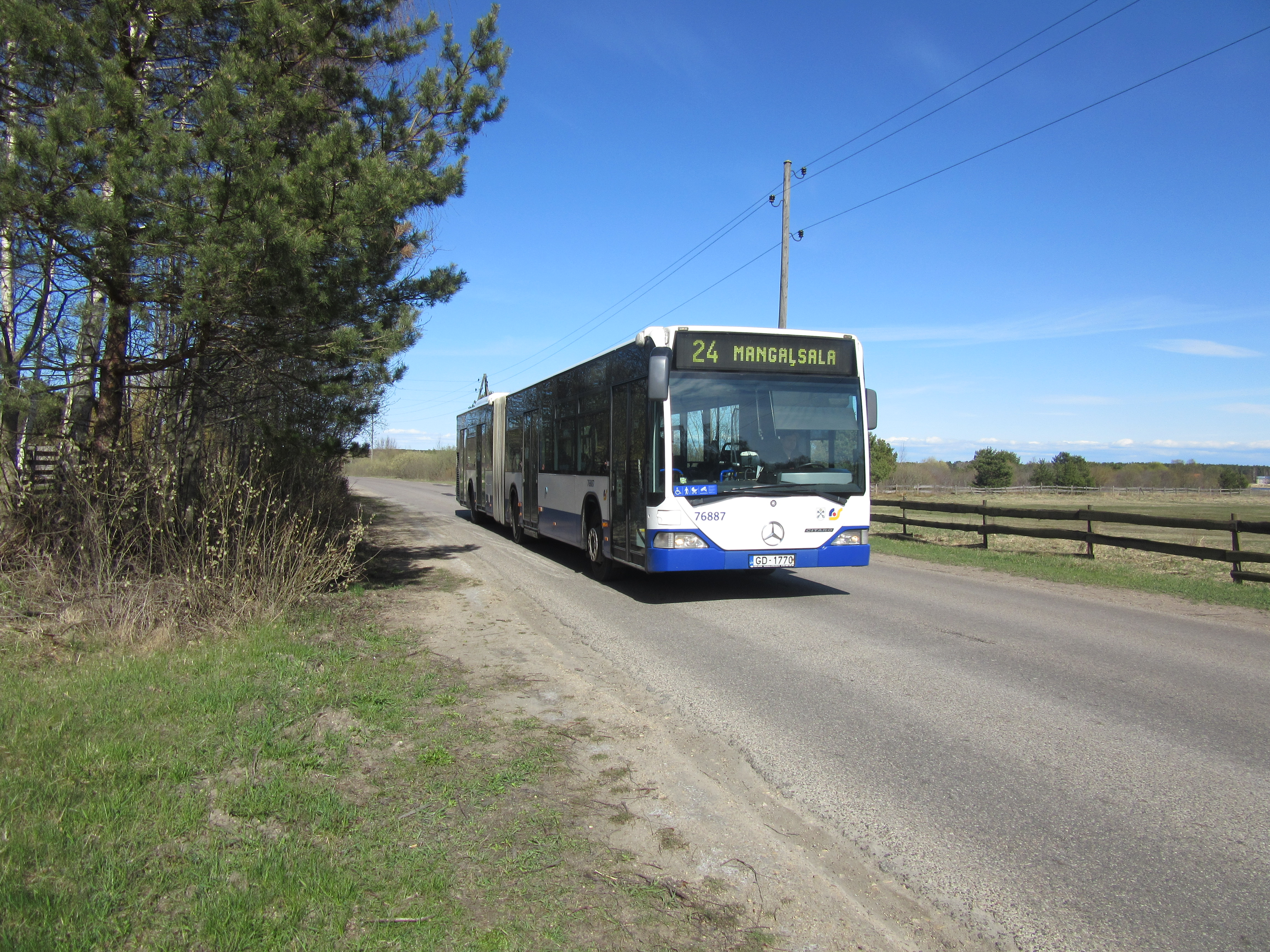
Ulica Stāvvadu w Mangaļsala
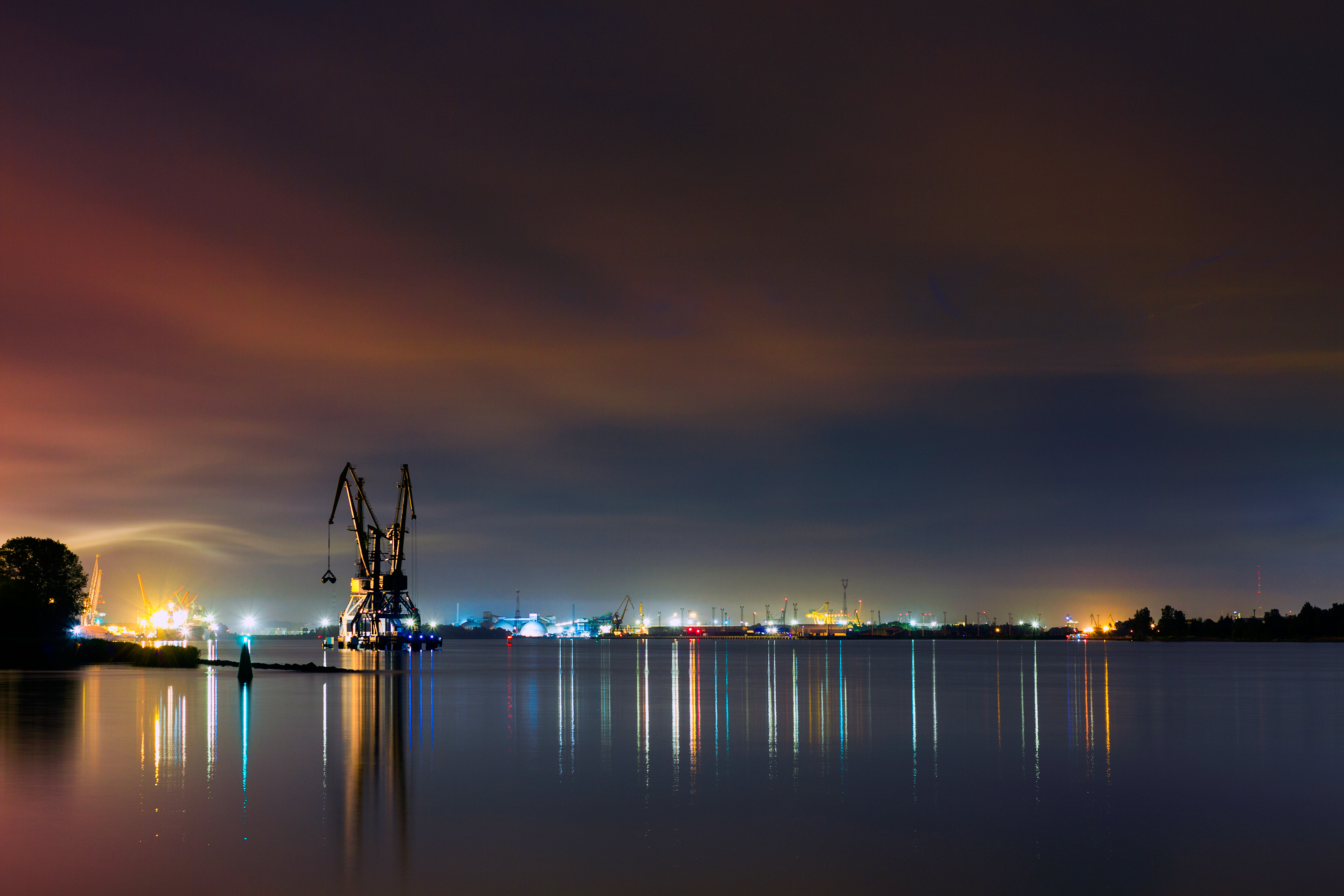
Panorama Mangaļsala w nocy
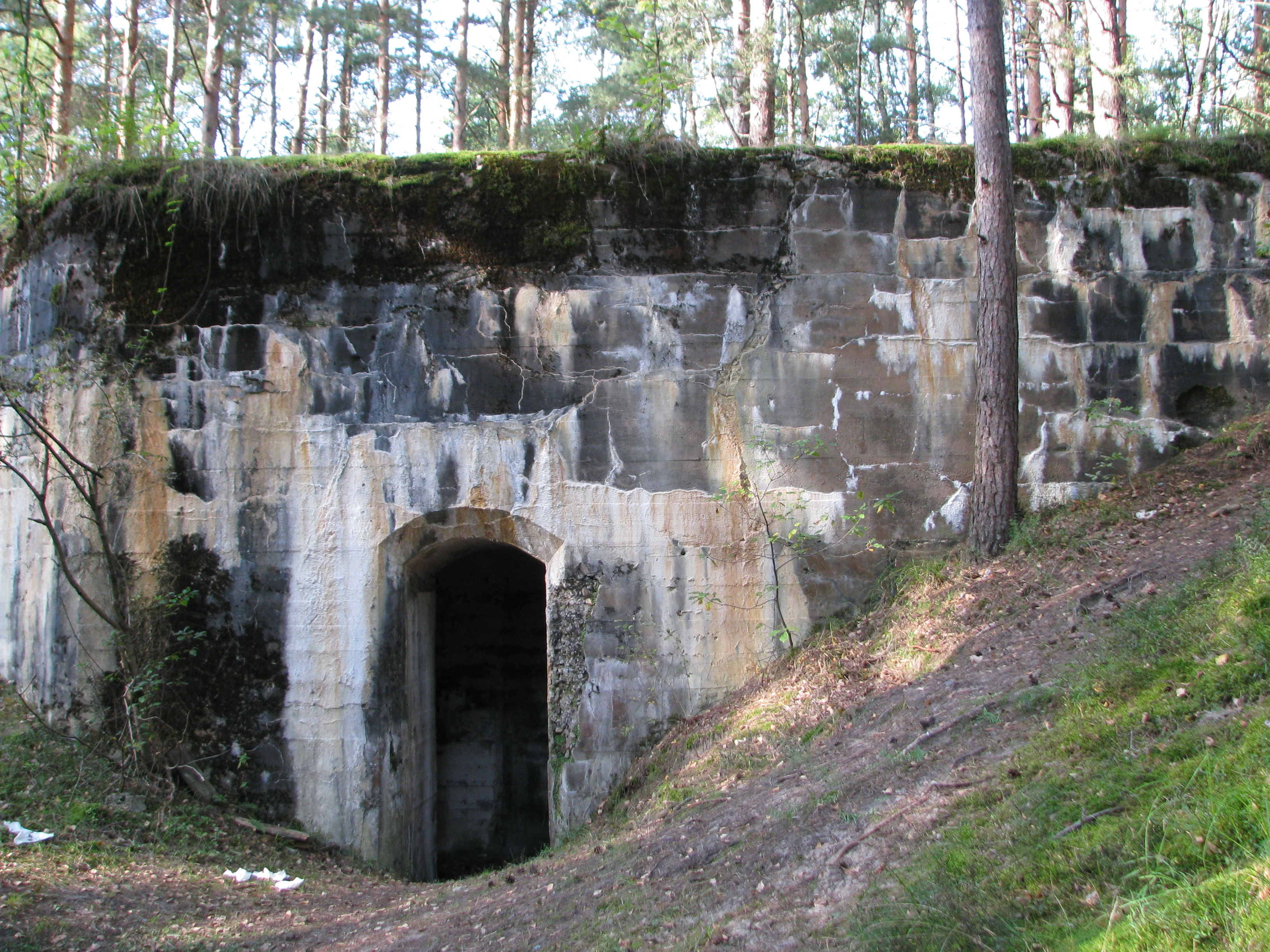
Dawne fortyfikacje w Mangaļsala